# Geografia di Porto Rico

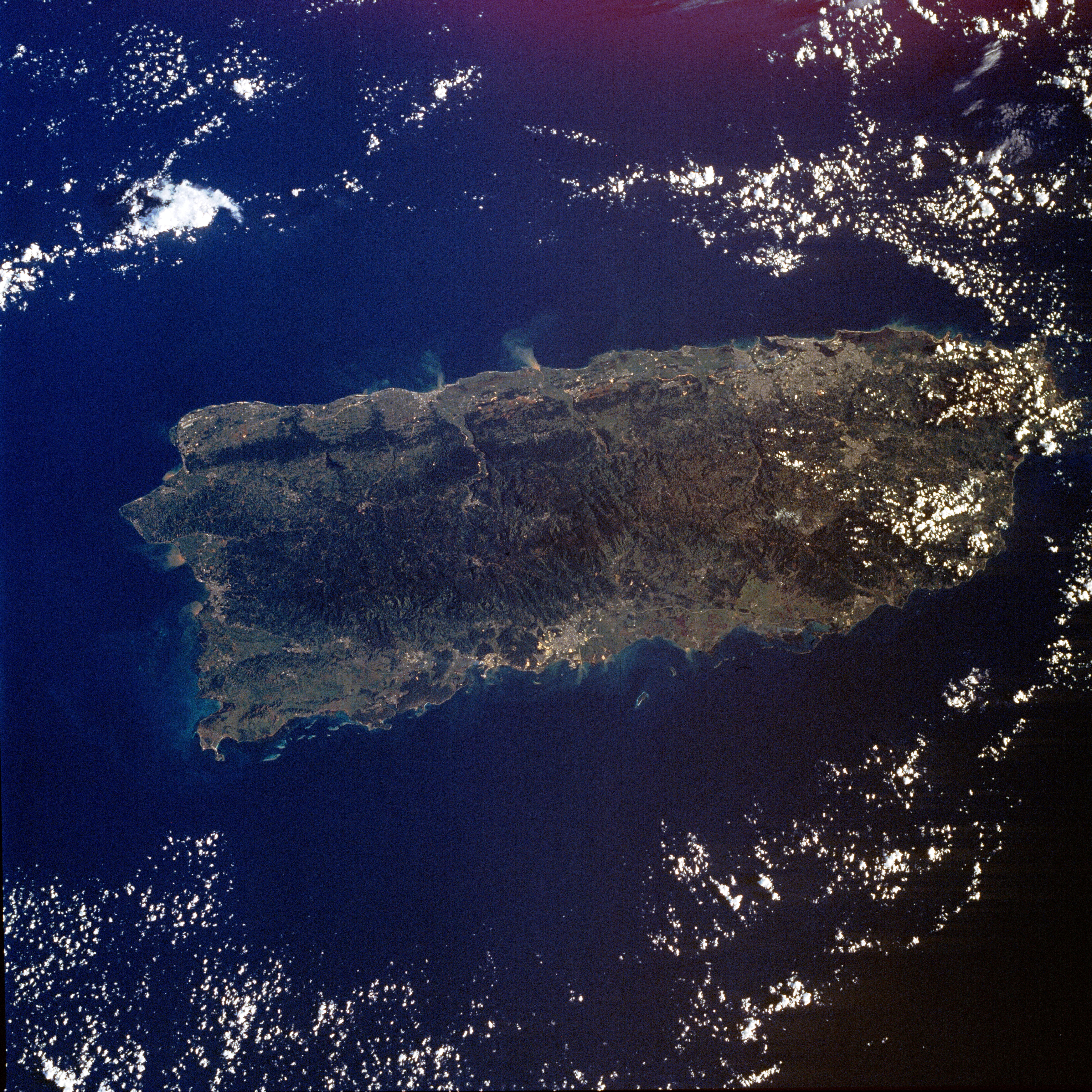
Immagine satellitare di Porto Rico (NASA).

Porto Rico è un arcipelago costituito dall'omonima isola principale e da diverse isole minori, tra cui Vieques, Culebra, Mona, Desecheo e Caja de Muertos. Di queste ultime cinque solamente Culebra e Vieques hanno abitanti fissi che vi risiedono durante tutto l'anno, e Mona risulta abitata praticamente solo durante la stagione turistica e dai dipendenti del Dipartimento portoricano delle risorse naturali.
L'isola maggiore misura all'incirca 170 km per 60 km. È in gran parte montagnosa, con estese zone costiere soprattutto nella parte settentrionale e meridionale. La catena montuosa principale è chiamata Cordillera Central, nella quale si trova la vetta più alta di Porto Rico, il Cerro de Punta (1.338 metri). Un altro monte di rilievo è El Yunque, nella Foresta nazionale caraibica, con un'altitudine massima di 1.065 metri. La capitale, San Juan, si affaccia sulla costa settentrionale.
A Porto Rico sono presenti 9 laghi artificiali e più di 50 fiumi; la maggior parte di essi nasce dalla Cordillera Central. I fiumi nella regione settentrionale dell'isola sono generalmente più lunghi e hanno una portata maggiore rispetto a quelli della regione meridionale, che risulta quindi avere un clima più secco e caldo. Vi sono infine numerose zone lacustri sia nel sud che nel nord.
Il clima è tipicamente tropicale, abbastanza gradevole e costante. Si registrano consistenti precipitazioni durante tutto l'arco dell'anno e, per fortuna solo saltuariamente, i tanto temuti quanto devastanti uragani.

## Geologia
Il territorio portoricano è costituito da rocce vulcaniche e plutoniche del Cretaceo e dell'Eocene, sepolte dai più recenti carbonati dell'Oligocene e da altre rocce sedimentarie. La maggior parte delle caverne e delle formazioni carsiche si trovano nella regione settentrionale del periodo dell'Oligocene e dei recenti carbonati. Le rocce più antiche, che appartengono al Giurassico e hanno approssimativamente 190 milioni di anni, sono localizzate nella Sierra Bermeja, nell'area sud-occidentale dell'isola. Queste rocce possono far parte della crosta oceanica e si pensa che siano giunte addirittura dalla piattaforma oceanica del Pacifico.
Porto Rico si trova praticamente lungo la linea di confine tra la placca caraibica e la placca nordamericana. Ciò significa che è in continua trasformazione a causa dei movimenti tettonici causati dall'attrito di queste due zolle, e che, proprio a causa di questi movimenti, possono verificarsi terremoti e tsunami. Questi eventi sismici, assieme agli smottamenti del terreno, rappresentano i disastri geologici potenzialmente più pericolosi per l'isola e per i Caraibi nord-orientali.
L'ultimo terremoto di notevole entità avvenne l'11 ottobre 1918 e fu registrata una magnitudine pari a 7,5 della scala Richter. L'epicentro fu localizzato al largo di Aguadilla e fu accompagnato da uno tsunami. Circa 127 km a nord della costa portoricana, esattamente al confine tra le zolle caraibica e nordamericana, giace la Fossa di Porto Rico, la più grande e la più profonda dell'Atlantico: è lunga ben 1754 km e larga 96 km; il suo punto più profondo, chiamato Abisso Milwaukee (Milwaukee Deep o Milwaukee Depth), si trova a 8.380 metri sotto il livello del mare.